# Calonectris diomedea

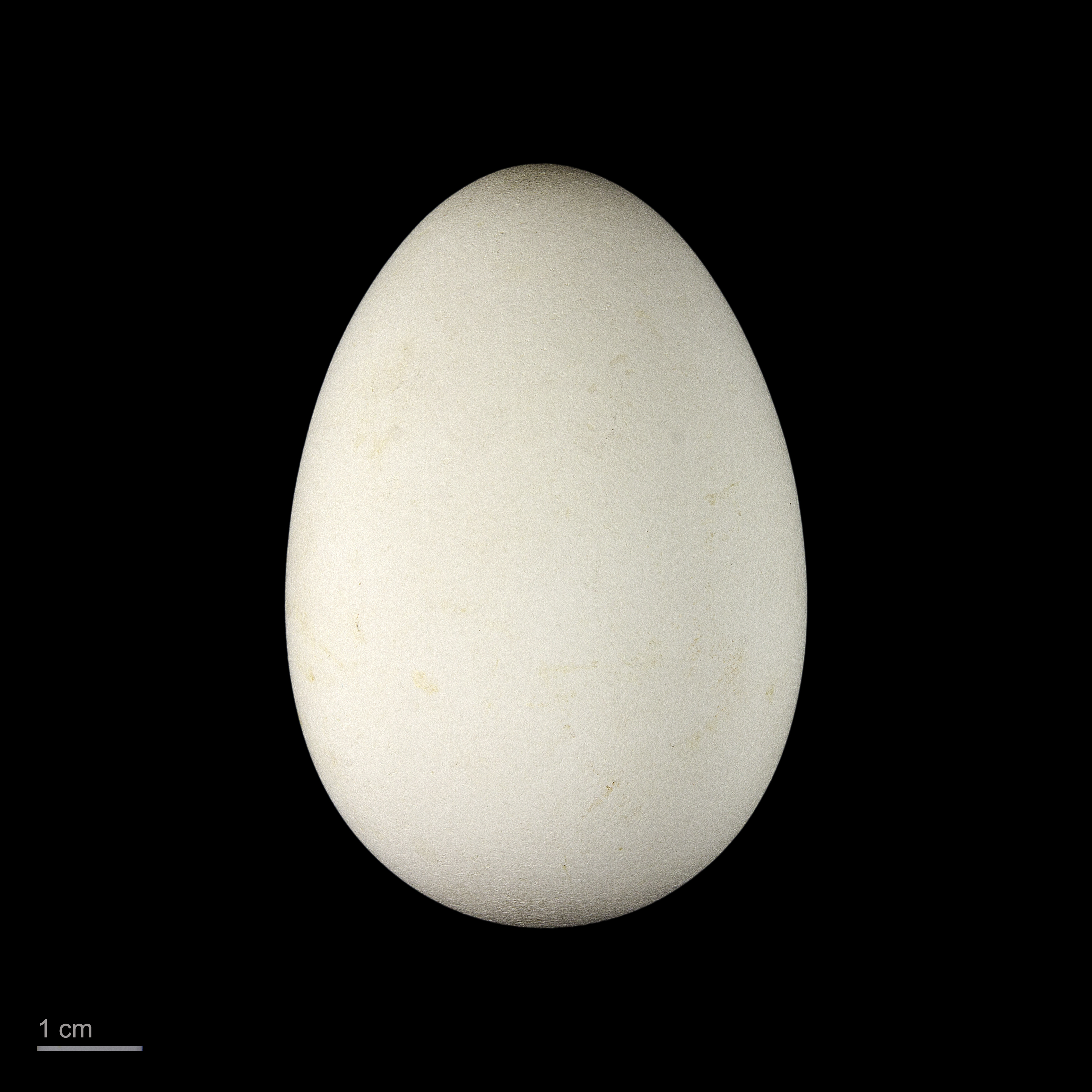
Calonectris diomedea - MHNT

La pardela cenicienta (Calonectris diomedea) es una especie de ave procelariforme de la familia Procellariidae propia del Atlántico y el Mediterráneo.
Es un ave marina que pasa la mayor parte del año mar adentro y sólo llega a las costas mediterráneas para criar. Se alimenta principalmente de calamares, que caza mediante vuelos rasantes cerca la superficie del mar. Es algo menor que la pardela atlántica. Como indica su nombre, tiene las partes superiores de tonos pardos, mientras que sus partes inferiores son blancas, salvo los bordes de sus largas alas que son pardos. Fue elegida ave del año 2013 por SEO/BirdLife.

## Descripción
La pardela cenicienta es una pardela grande, con una longitud corporal de entre 44 y 49 cm y una envergadura alar de entre 117 y 135 cm. Sus partes inferiores son blancas, salvo los bordes de las alas que son pardos. Sus partes superiores son pardas, con la cabeza y cuello algo grisáceos, y las alas y la cola más oscuras. Las plumas de la espalda tienen los bordes más claros. Su pico es amarillento con la punta parda, y sus patas son rosáceas.

## Taxonomía y etimología
La pardela cenicienta es una de las cuatro especies del género Calonectris, perteneciente a la familia de las pardelas y petreles, Procellariidae, dentro del orden Procellariiformes. La pardela cenicienta fue descrita científicamente por el naturalista tirolés Giovanni Antonio Scopoli en 1769, con el nombre de Procellaria diomedea. Posteriormente fue trasladada al género Calonectris, creado por Mathews y Iredale en 1915. Anteriormente se consideraba conespecífica de la pardela atlántica (Calonectris borealis) y la pardela de Cabo Verde (Calonectris edwardsii), pero en la actualidad se consideran especies separadas, y ya no se reconocen subespecies de pardela cenicienta.
El nombre del género, Calonectris, es un término en el que se combina la palabra griega kalos (bueno) con el nombre del género Nectis (en griego: «nadador», y sinónimo de Puffinus), mientras su nombre específico «diomedea» hace referencia al héroe mitológico Diomedes, que a su muerte se habría convertido en un ave marina blanca. Por su parte la palabra española «pardela» procede de la palabra portuguesa «pardela» que designa a la misma ave. El apelativo «cenicienta» simplemente hace referencia a la coloración de su plumaje.

## Distribución
La pardela cenicienta cría por todas las islas del Mediterráneo: todas las Baleares, islas de Hyères de Francia, en Elba, en los islotes que rodean Cerdeña y Sicilia, Pantelaria y Lampedusa en Italia, en Malta, las islas costeras de Croacia y parte de sus acantilados continentales, en Citera, las del golfo Maliaco y las Cícladas en Grecia. También lo hace en los archipiélagos macaronésicos, siendo Alegranza el islote dónde alcanza la mayor densidad reproductora de Canarias y en las Desertas (Madeira), gracias ambas a su protección cómo Reserva natural.
La mayoría de la población pasa la época no reproductiva en el océano Atlántico, incluidas las costas de África occidental y el este de Brasil.

## Comportamiento
Esta pardela vuela a poca altura, a veces cerca de la costa, en pequeños grupos; con fuertes vientos vuela muy bien.
Cerca de las zonas de nidificación, cuando regresa a su nido, de noche, emite unos sonidos nasales y guturales.

### Alimentación
Se alimenta principalmente de calamares, que caza principalmente en la superficie. Con frecuencia se acercan a los barcos arrastreros para alimentarse de los despojos.